# Sarcochilus fitzgeraldii
Sarcochilus fitzgeraldii, thường được biết đến với tên the Ravine Orchid, là một loài lan đặc hữu của Úc, ở đó nó is found from đông nam Queensland đến đông bắc New South Wales.

## Hình ảnh

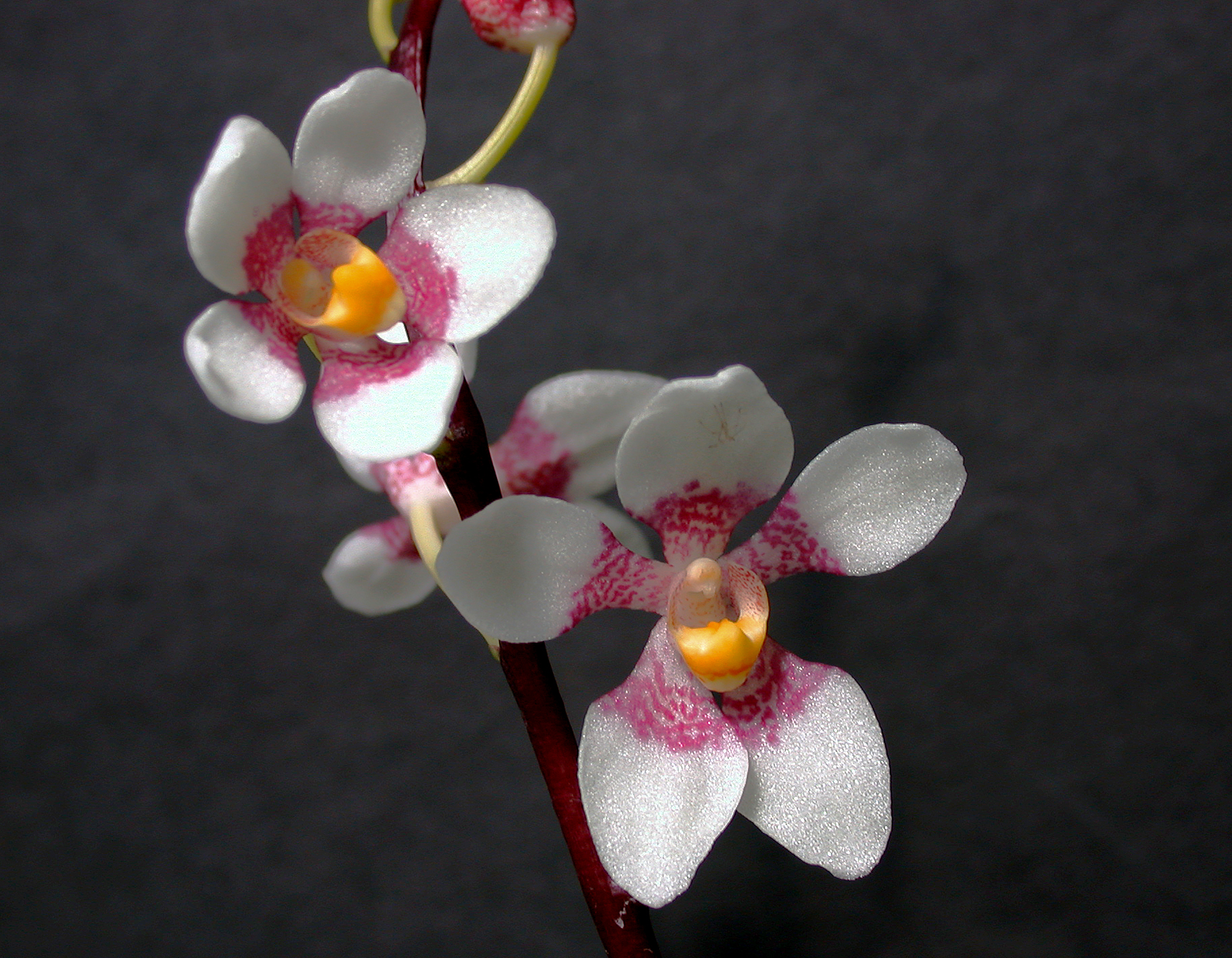
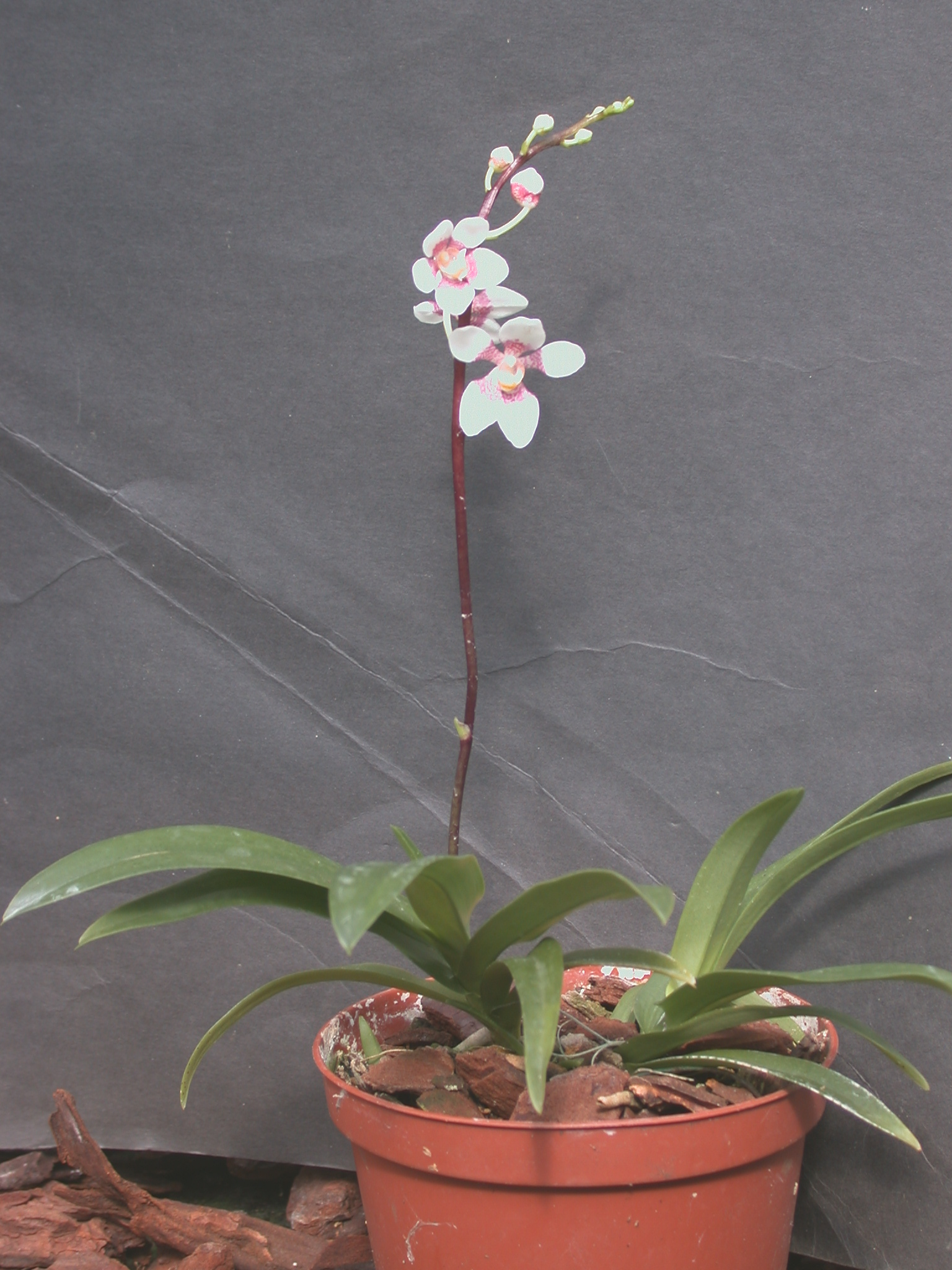